# K2-3 d
K2-3 d es un exoplaneta situado a 146,8 años luz de la Tierra. Su descubrimiento fue anunciado en 2015, gracias a los tránsitos detectados por el Telescopio Espacial Kepler. Por sus características, K2-3 d podría ser un objeto similar a la Tierra o un supervenus, dada su ubicación en el límite interno de la zona habitable de su estrella. Como consecuencia, sus altas temperaturas estimadas lo sitúan entre los mesoplanetas y los termoplanetas.

## Características
K2-3 es una enana roja tipo M, con una masa de 0,60 M☉ y un radio de 0,56 R☉. Su metalicidad (-0,32) es algo inferior a la del Sol, lo que parece indicar una relativa escasez de elementos pesados (es decir, todos salvo el hidrógeno y el helio). El límite de anclaje por marea del sistema se sitúa en el centro de la zona de habitabilidad, a 0,3879 UA. K2-3 d, con un semieje mayor de 0,2076 UA, se encuentra demasiado próximo a su estrella como para superar el límite de anclaje y es probable que presente un acoplamiento de marea respecto a esta (es decir, tendría un hemisferio diurno y otro nocturno).
El planeta cuenta con una masa de 3,66 M⊕ y un radio de 1,52 R⊕, próximo al límite de 1,6 R⊕ que separa a los planetas terrestres de los de tipo minineptuno. Por tanto, ninguno de estos escenarios puede ser descartado hasta que futuras observaciones arrojen más información al respecto.
La temperatura media superficial estimada para K2-3 d es de 48,95 °C asumiendo una atmósfera y albedo similares a los de la Tierra, muy próximo al límite entre los mesoplanetas y termoplanetas según la clasificación térmica de habitabilidad planetaria del PHL. No obstante, puesto que es más masivo que la Tierra, cabe esperar que tenga una mayor densidad atmosférica y que sus temperaturas reales sean incluso mayores. Además, dado que su HZD (-1,00) coincide con la frontera interna de la zona habitable optimista, es probable que en el caso de ser planeta terrestre y no un minineptuno, sea un supervenus.

## Habitabilidad
El Índice de Similitud con la Tierra de K2-3 d es de un 80 %, que lo sitúa entre los diez exoplanetas más similares a la Tierra, aunque sus características sugieren que podría ser mucho más hostil de lo previsto.